# Pfarrkirche Niedersulz

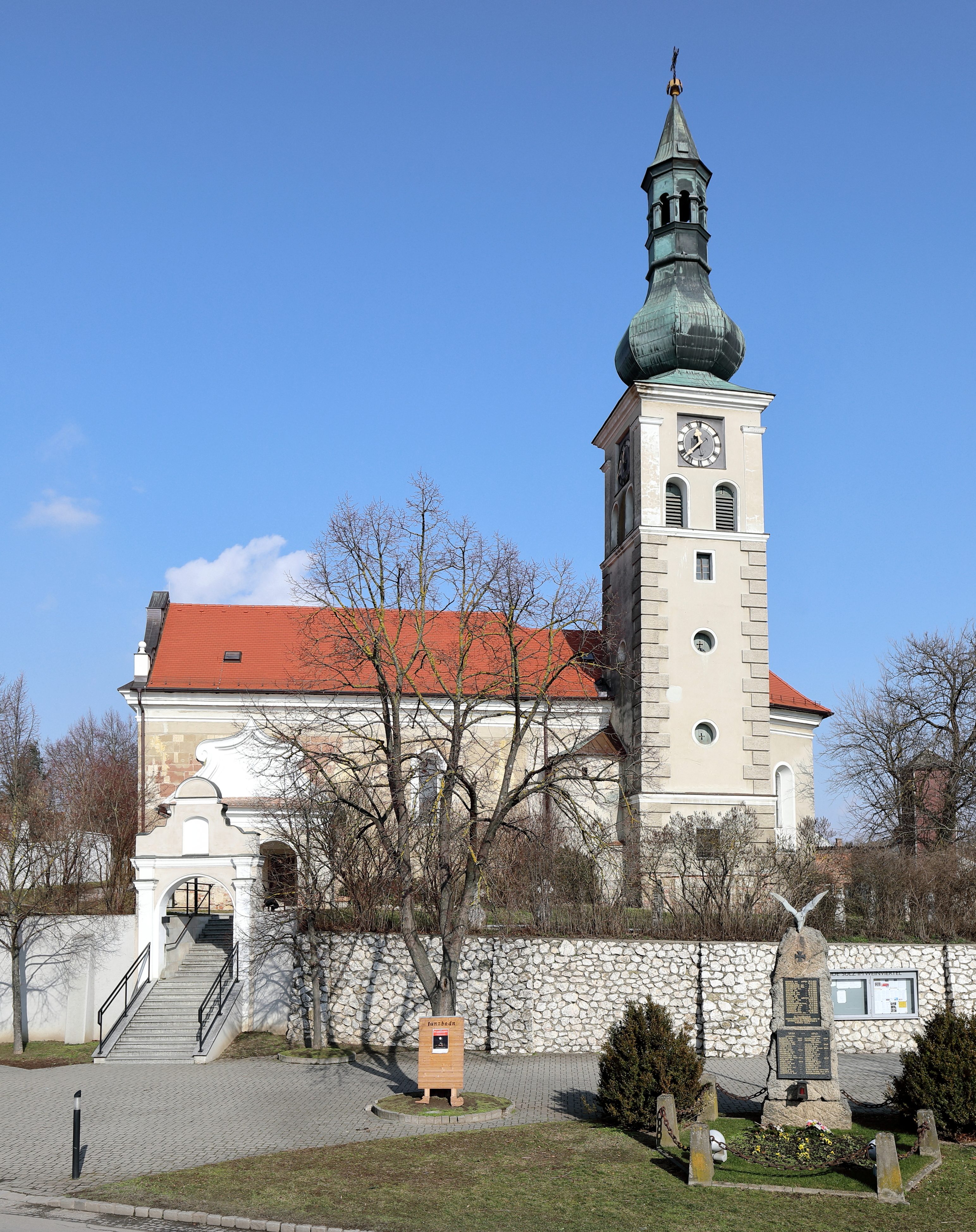
Pfarrkirche hl. Johannes der Täufer in Niedersulz

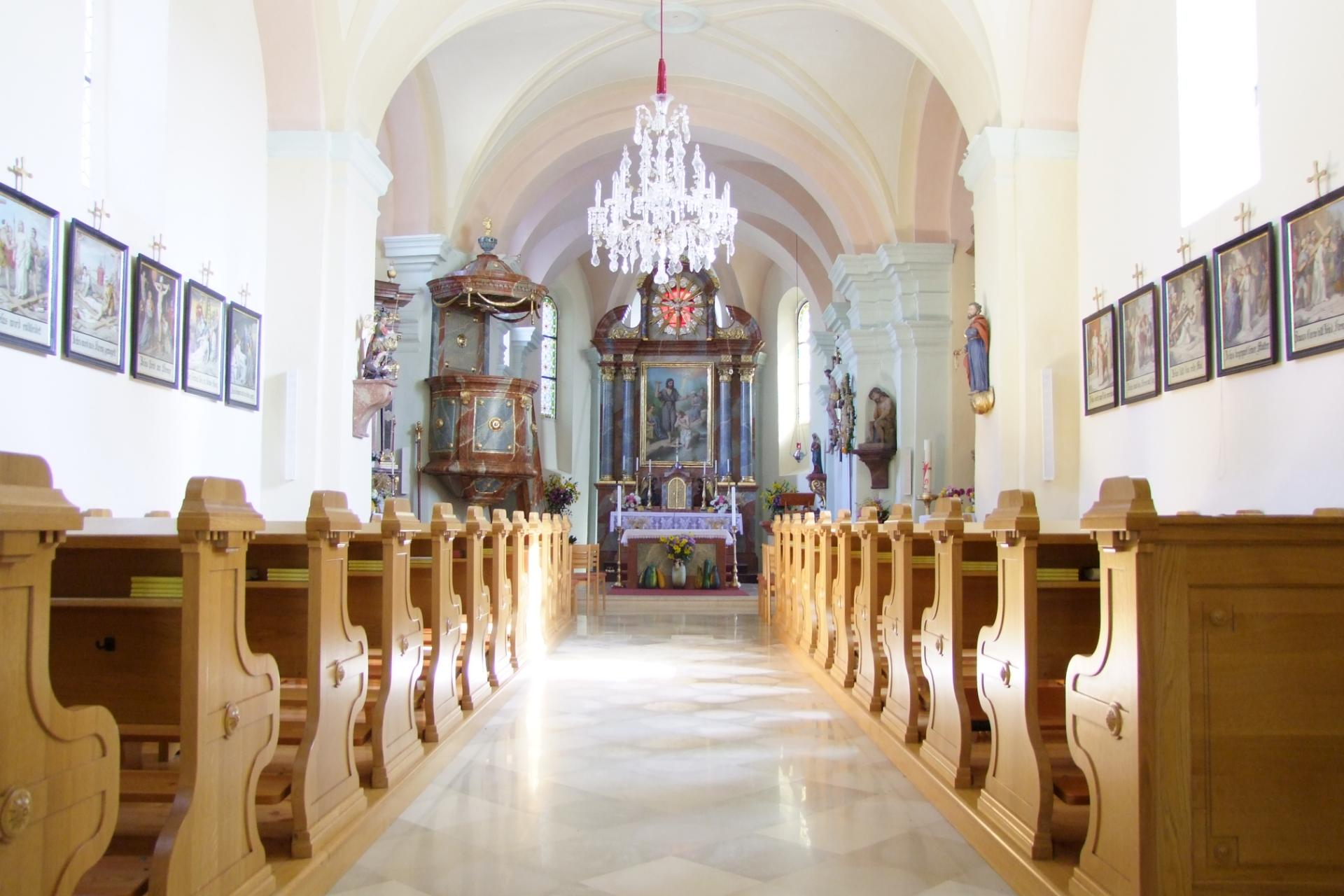
Kircheninneres

Die römisch-katholische Pfarrkirche Niedersulz steht in der Ortschaft Niedersulz in der Gemeinde Sulz im Weinviertel im Bezirk Gänserndorf in Niederösterreich. Sie ist dem heiligen Johannes der Täufer geweiht und liegt im Dekanat Mistelbach-Pirawarth im Vikariat Unter dem Manhartsberg der Erzdiözese Wien. Das Bauwerk steht unter Denkmalschutz (Listeneintrag).

## Lagebeschreibung
Die Kirche steht erhöht in der Ortsmitte der Ortschaft Niedersulz und war früher von einem Friedhof umgeben.

## Geschichte
Die Kirche ist eine im Kern mittelalterliche Wehrkirche. Das Langhaus ist im Kern romanisch und stammt aus dem 13. Jahrhundert. 1623 wurde sie frühbarock verändert. Vor 1200 bestand in Niedersulz eine Pfarre die dem Stift Heiligenkreuz inkorporiert war.

## Architektur

### Kirchenäußeres
Das Langhaus weist freigelegtes Quadermauerwerk sowie barocke Rundbogenfenster auf. Die Westfassade ist schlicht gehalten. Über einem einfachen Rechteckportal ist ein kleines Rundfenster. Über einem kräftigen Wandgesims ist ein Volutengiebel mit Pilastergliederung. Der Chor ist eingezogen und weist Rundbogenfenster auf. Das Schlussfenster ist vermauert. An der Südseite schließt ein mächtiger, dreigeschoßiger Kirchturm an den Chor an. In den unteren beiden Stockwerken weist er Eckquaderung auf, im Glockengeschoß ist er pilastergegliedert. Er wird von einem hochgezogenen Zwiebelhelm bekrönt. Der Turmhelm stammt aus dem 19. Jahrhundert. An der Südseite des Langhauses schließt ein barocker Eingangsbau mit Volutengiebel an.

### Kircheninneres
Das Langhaus der Kirche ist dreijochig und kreuzgewölbt. Das Gewölbe ruht auf kräftigen, pilastergegliederten Wandpfeilern. Zwischen den Gewölben sind Gurtbögen. Das Heiliggeistloch ist profiliert. Zwischen Chor und Langhaus befindet sich ein schmäleres Übergangsjoch mit querschiffartigen Wandnischen. Die Orgelempore ist dreiteilig und ruht auf Pfeilern. Sie wird von Platzgewölbe unterwölbt. Dazwischen sind Gurtbögen. Die Mitte der Brüstung ist leicht vorgezogen und weist leichten Dekor auf. Der zweijochige Chor ist leicht eingezogen und schließt im 3/8-Schluss. Über dem Chorraum ist Tonnengewölbe mit Stichkappen, das auf Pilastern mit reich profilierten Gebälkstücken ruht. Im südlich liegenden Turmerdgeschoß befindet sich die Sakristei. Der Raum ist kreuzgewölbt. Die dekorative Glasfensterausstattung stammt aus dem Jahr 1896.

## Ausstattung
Der Hochaltar wurde Anfang des 18. Jahrhunderts gebaut. Es handelt sich um einen Doppelsäulenaltar. Das Kruzifix wird von Putten flankiert. Im Auszug ist die Taube des Heiligen Geistes dargestellt.
Die beiden Seitenaltäre sind barock. Der linke Seitenaltar besteht aus einem konkaven Aufbau mit Kompositpfeilern aus der Mitte des 18. Jahrhunderts. auf einer Konsole steht eine Kopie einer „Schönen Madonna“. Diese wird von barocken Putten flankiert.
Der rechte Seitenaltar stammt aus der zweiten Hälfte des 18. Jahrhunderts und ist ein Wandaltar. Das Altarbild zeigt die Heilige Familie und stammt aus dem letzten Viertel des 18. Jahrhunderts. Im Auszug ist das Auge Gottes dargestellt.
Die Kanzel ist streng klassizistisch und weist Zopfdekor auf. In der Kirche stehen außerdem barocke Figuren der Heiligen Georg, Anna, Petrus und Paulus. Das Vortragekreuz stammt aus dem 18. Jahrhundert. Die Figur „Christus in der Rast“ stammt aus dem 18. Jahrhundert. Die Kreuzwegbilder sind aus der ersten Hälfte des 19. Jahrhunderts.

## Orgel
Die Orgel stammt aus dem Jahr 1877 von Carl Hesse.

## Geläut
Die Glocken wurden 1685 von Matthias Glaser und 1628 von Jakob Schulthes gegossen.

## Friedhof
Auf dem ehemaligen Friedhof rund um die Kirche stehen mehrere zum Teil bemerkenswerte barocke Grabsteine, die überwiegend aus dem 18. Jahrhundert stammen. Der Aufgang zur Kirche mit Tormauer und Rundbogentor ist pilastergegliedert. Das Portal und die Tormauer stammt vom Anfang des 18. Jahrhunderts.